# Грабов-Белов
Грабов-Белов (њем. Grabow-Below) општина је у њемачкој савезној држави Мекленбург-Западна Померанија. Једно је од 60 општинских средишта округа Мириц. Према процјени из 2010. у општини је живјело 123 становника. Посједује регионалну шифру (AGS) 13056013.

## Географски и демографски подаци
Грабов-Белов се налази у савезној држави Мекленбург-Западна Померанија у округу Мириц. Општина се налази на надморској висини од 77 метара. Површина општине износи 13,6 km². У самом мјесту је, према процјени из 2010. године, живјело 123 становника. Просјечна густина становништва износи 9 становника/km².